# Donald Ogden Stewart
Donald Ogden Stewart (Columbus, 30 de noviembre de 1894 - Londres, 2 de agosto de 1980) fue un escritor y guionista estadounidense.

## Trayectoria
Nació en el 30 de noviembre de 1894 en Columbus (Ohio). Falleció en Londres, a consecuencia de un fallo cardíaco, el 2 de agosto de 1980.
Hijo de una familia acomodada con recursos estudio en la Universidad de Yale (New Haven, Connecticut). Durante la Primera Guerra Mundial, sirvió en la marina y estuvo en Europa. 
Al finalizar la guerra, se instaló en Nueva York, donde comenzó a escribir novelas satíricas (donde con mucho humor se parodiaba el estilo de vida americana). Este tipo de novelas iban acordes con el gusto de la época. Se trata de obras como Perfect Behavior o A Parody Outline of History (con ilustraciones de Henry Roth) de 1921.
En 1924, Stewart se casó con Beatrice Ames con quien tendría dos hijos (Ames Ogden Stewart y Donald Stewart). Se divorciaron en 1938 y en 1939 Stewart contrajo matrimonio con Ella Winter, permaneciendo casado con ella hasta su fallecimiento el 2 de agosto de 1980.
En 1925, le propusieron que adaptara alguna de sus propias obras para la gran pantalla, no obstante, en esos momentos, dichos proyectos no salieron adelante. 
En 1926, escribió su primer guion cinematográfico. Fue para la película muda de la Metro-Goldwyn-Mayer Brown of Harvard. Esta película dirigida por Jack Conway ha pasado a la historia por suponer el primer contacto de John Wayne con el séptimo arte (aparecía, efímeramente, como figurante). Stewart no era el responsable de la historia, pues se trataba de una adaptación de una obra teatral de Rida Johnson Young. Por su trabajo cobró 250 dólares semanales, una cantidad nada despreciable para la época. 
En 1928, conoció a Philip Barry y, a través de él, el mundo de Broadway. En 1930 escribió su primera obra teatral, Rebound, y su primer musical, que también fue el primero en el que toda la música fue compuesta por una mujer, Kay Swift. 
Durante esa primera etapa de su carrera también coqueteó con la interpretación, y entre 1929 y 1935 intervino en 5 películas:
- 1929 - Humorous Flights cortometraje cómico de doce minutos dirigido por Fred Fleck y en el que también firmó el guion.
- 1929 - Night Club de Robert Florey.
- 1930 - Not So Dumb de King Vidor. Película de la Metro-Goldwyn-Mayer protagonizada por Marion Davies.
- 1933 - La hermana blanca (The White Sister) de Victor Fleming. Película protagonizada por Clark Gable en la que Stewart también participó en el guion.
- 1935 - No más mujeres (No More Ladies) de George Cukor y Edward H. Griffith. Película protagonizada por Joan Crawford y Robert Montgomery en la que Stewart también participó en el guion.

Donald Ogden Stewart se fue ganando cierta reputación en el mundo del cine gracias a sus diálogos con chispa. De hecho, muchas veces su trabajo como guionista consistía únicamente en escribir o supervisar los diálogos en guiones escritos por otros, como fue el caso en Cena a las ocho o El prisionero de Zenda.
En 1940 obtuvo el reconocimiento de sus compañeros de profesión en forma de nominación a los Óscar por la película Historias de Filadelfía. Lo curioso es que siendo el autor de muchas historias originales, esta nominación le llegó por la adaptación de una obra teatral de su amigo Philip Barry.
Cuando Adolf Hitler subió al poder, Stewart figuró entre los impulsores de la liga antinazi de Hollywood. Posteriormente, durante el periodo McCarthy, esta liga sería considerada un vivero de comunistas: en 1950 se lo consideró comunista y su nombre pasó a figurar en la lista negra, por lo que en 1951 decidió emigrar a Londres (Gran Bretaña), donde permaneció hasta su muerte. De hecho, en los primeros años, aunque hubiese decidido volver no hubiera podido hacerlo, ya que el Departamento de Estado lo consideraba una amenaza para los Estados Unidos y no se le había renovado el pasaporte.
Aunque después de su exilio forzoso volvió a trabajar, su ritmo de trabajo ya nunca fue el mismo y sus guiones fueron haciéndose más esporádicos. Su trabajo se resintió de la dura experiencia, pues Stewart perdió su chispa (su toque humorístico). Se refugió en su actividad literaria y en los artículos periodísticos. 
En 1975, escribió su autobiografía, By a Stroke of Luck.

## Filmografía
- 1926 - Brown of Harvard de Jack Conway.
- 1929 - Humorous Flights de Fred Fleck (cortometraje de 12 minutos).
- 1929 - Traffic Regulations (cortometraje de 6 minutos).
- 1930 - Laughter de Harry d'Abbadie d'Arrast.
- 1931 - Honor mancillado (Tarnished Lady) de George Cukor.
- 1932 - La llama eterna (Smilin' Through) de Sidney Franklin.
- 1932 - Tierra de pasión (Red Dust) de Victor Fleming.
- 1933 - Cena a las ocho (Dinner at Eight) de George Cukor.
- 1933 - Marido y Cía (Another Language) de Edward H. Griffith.
- 1933 - La hermana blanca (The White Sister) de Victor Fleming.
- 1933 - Amores en Hollywood (Going Hollywood) de Raoul Walsh.
- 1934 - Las vírgenes de Wimpole Street (The Barretts of Wimpole Street) de Sidney Franklin.
- 1935 - No más mujeres (No More Ladies) de George Cukor.
- 1935 - La indómita (Reckless) de Victor Fleming.
- 1937 - El prisionero de Zenda (The Prisoner of Zenda) de John Cromwell.
- 1938 - Vivir para gozar (Holiday) de George Cukor.
- 1938 - María Antonieta (Marie Antoinette) de W. S. Van Dyke.
- 1939 - Mujeres (The Women) de George Cukor.
- 1939 - Cita de amor (Love Affair) de Leo McCarey.
- 1940 - Historias de Filadelfia (The Philadelphia Story) de George Cukor.
- 1940 - Espejismo de amor (Kitty Foyle: The Natural History Of A Woman) de Sam Wood.
- 1941 - La llama eterna (Smilin' Through) de Frank Borzage.
- 1941 - Un rostro de mujer (A Woman's Face) de George Cukor.
- 1941 - Lo que piensan las mujeres (That Uncertain Feeling) de Ernst Lubitsch.
- 1942 - Seis destinos (Tales Of Manhattan) de Julien Duvivier.
- 1942 - La llama sagrada (Keeper of the flame) de George Cukor.
- 1943- Siempre y un día (Forever and a Day), película con diferentes episodios que tuvo siete directores entre ellos René Clair.
- 1945 - Sin amor (Without Love) de Harold S. Bucquet.
- 1947 - Dos edades del amor (Cass Timberlane) de George Sidney.
- 1947 - Vivir con papá (Life with Father) de Michael Curtiz.
- 1949 - Edward, mi hijo (Edward, My Son) de George Cukor.
- 1952 - El prisionero de Zenda (The Prisoner of Zenda) de Richard Thorpe.
- 1952 - Europa 1951 (Europa '51) de Roberto Rossellini.
- 1955 - Locuras de verano (Summertime) de David Lean.
- 1955 - Escapade de Philip Leacock.
- 1957 - Tú y yo (An Affair To Remember) de Leo McCarey
- 1960 - Moment of Danger de László Benedek.
- 1975- La última noche de Boris Grushenko (Love and Death) de Woody Allen.

- En 1994 es interpretado por David Gow en la película La señora Parker y el círculo vicioso.

## Novelas y obras suyas adaptadas al cine
1. Mr and Mrs Haddock Abroad, novela que él mismo adaptó para la película Finn and Hattie (1931) de Norman Z. McLeod y Norman Taurog.
2. Rebound obra teatral adaptada en la película Rebound (1931) de Edward H. Griffith, guion de Horace Jackson.

## Premios y distinciones
Premios Óscar
| Año  | Categoría            | Película                | Resultado |
| ---- | -------------------- | ----------------------- | --------- |
| 1931 | Mejor argumento      | Falsa personalidad      | Nominado  |
| 1941 | Mejor guion adaptado | Historias de Filadelfia | Ganador   |